# Langelot et les Espions
Langelot et les Espions est le deuxième roman de la série Langelot, écrite par le Lieutenant X. Ce roman a été édité pour la première fois en 1966, dans la Bibliothèque verte, sous le numéro 293 de cette collection.

## Principaux personnages
- Langelot (alias « Jean-Pierre Brisquet », alias « Mercure ») : orphelin, sous-lieutenant, agent inexpérimenté (c'est sa première mission) du Service national d'information fonctionnelle (SNIF), blond, 1,68 m, mince.
- Hedwige Roche-Verger (alias « Choupette », alias « le Satellite ») : fille du professeur Roche-Verger, blonde, seize ans, orpheline de mère.
- Commissaire Didier : commissaire divisionnaire de la Direction de la Surveillance du territoire, gros et perpétuellement essoufflé.
- Marcello Piombini : agent des services secrets italiens, grand, brun, yeux noirs.
- Miss Eileen : agent vétéran des services secrets anglais, 30 ans environ, au profil chevalin.
- Professeur Roche-Verger (alias « M. Propergol ») : le plus grand spécialiste français des fusées. Grand, maigre, cheveux blancs et longs et mise désordonnée. Chimiste et mathématicien. Adore les calembours ainsi que les farces et les devinettes.
- Monsieur Timothée : balayeur au Centre national d’études sur les fusées balistiques et cosmiques.
- Vénus : agent du SNIF, employée ponctuellement comme femme de ménage au Centre national d'études sur les fusées balistiques et cosmiques.
- Capitaine Montferrand (alias « Soleil ») : chef de la section Protection du SNIF, supérieur hiérarchique direct de Langelot. Cheveux gris, visage large et calme. Fume la pipe et boîte légèrement.
- Lieutenant Charles (alias « Mars ») : agent expérimenté du SNIF. Plus de trente ans, séducteur photogénique d'allure sportive, bronzé, aime le jazz, un peu trop bavard.
- Lieutenant Alex (alias « Jupiter ») : agent expérimenté du SNIF, chef de la mission. Plus de trente ans, des yeux tristes, très maigre, la pomme d'Adam proéminente.
- Asuncion : l'employée de maison espagnole de la famille Roche-Verger.

## Résumé
Choupette est une jeune fille presque comme les autres : elle est la fille du professeur Roche-Verger, le spécialiste français des fusées - que l'on surnomme Monsieur Propergol, par allusion au carburant de ces engins. Il travaille pour le Centre national d'études sur les fusées balistiques et cosmiques.
C'est la semaine du 11 novembre, le week-end approche, il pleut ; elle s'ennuie ferme. Soudain, un jeune inconnu se laisse tomber sur son balcon et frappe à sa fenêtre. Il se présente comme étant Langelot, un agent secret du Service National d'Information Fonctionnelle. Il lui annonce qu'il est venu l'enlever elle et son père, afin de les cacher jusqu'au décollage de la fusée Rosalie. En effet, les services secrets anglais et italiens ont projeté le même plan, afin de s'emparer d'une formule secrète que connaît le professeur Roche-Verger. La France a vendu cette formule, une fois la fusée lancée : enlever le Professeur éviter de payer pour ce secret scientifique.
Cet "enlèvement" inédit a bien lieu ; toute l'équipe se rend dans une résidence du SNIF, sur la côte méditerranéenne orientale. Langelot est supervisé par deux agents plus expérimentés, les lieutenants Charles et Alex. Le voyage est mouvementé, les agents anglais et italiens rivalisant d'imagination pour mettre la main sur le scientifique français.
Peu après leur arrivée sur place, à Figueras près de Port-Vendres, Langelot se retrouve rapidement seul chargé de la protection du farfelu Professeur et de sa charmante fille, flanqué de Monsieur Timothée, le balayeur.
Un piège inattendu se referme alors sur eux, tendu soigneusement par une puissance étrangère. Mais Langelot retourne brillamment la situation. Le Professeur est sauvé ; la fusée Rosalie est lancée ; leurs secrets sont préservés et peuvent être vendus, comme prévu.

## Les différentes éditions
- 1966 - Hachette, Bibliothèque verte (français, version originale). Illustré par Maurice Paulin.
- 1967 - Hachette, Bibliothèque verte. Illustré par Maurice Paulin.
- 1968 - Egmont Franz Schneider (allemand : Lennets erster Auftrag (La première mission de Lennet). Illustré par Walter Rieck.
- 1973 - Hachette, Bibliothèque verte. Illustré par Maurice Paulin.
- 1974 - Hachette, Bibliothèque verte. Illustré par Maurice Paulin.
- 1977 - Hachette, Bibliothèque verte. Illustré par Maurice Paulin.
- 1980 - Toray (espagnol : Langelot y los espias).
- 1982 - Egmont Franz Schneider (allemand : Lennets erster Auftrag (La première mission de Lennet).
- 1985 - Egmont Franz Schneider (allemand : Lennets erster Auftrag (La première mission de Lennet).
- 1997 - Hachette, Bibliothèque verte. Nouvelle couverture illustrée par Pierre-Olivier Vincent, édition non illustrée.
- 2000 - Éditions du Triomphe (français, version originale), nouvelle couverture, non illustré.
- 2003 - Éditions du Triomphe (français, version originale), nouvelle couverture, non illustré.

## Autour du roman
- Dans ce roman, le héros Langelot rencontre pour la première fois Hedwige Roche-Verger, alias Choupette, la fille du professeur Roche-Verger, laquelle deviendra l'une de ses très rares amies. Avec le professeur Roche-Verger (alias Monsieur Propergol) ils reviendront dans plusieurs des romans suivants.
- Langelot et Choupette se vouvoient dans la première partie du roman, puis se tutoient au moment de soigner ensemble la blessure par balles du lieutenant Charles.
- Les Roche-Verger habitent au quatrième étage d'un immeuble résidentiel à Châtillon-sous-Bagneux, aujourd'hui Châtillon.
- Le Professeur Jacques Blamont pionnier des fusées françaises[1],[2], a vécu à Châtillon, où il est mort en 2020.
- C'est la première apparition du commissaire Didier de la Direction de la Surveillance du territoire (DST), personnage également récurrent de romans suivants.
- Le "Centre national d'études sur les fusées balistiques et cosmiques", situé à une cinquantaine de kilomètres de Paris, n'a pas existé. Le Laboratoire de recherches balistiques et aérodynamiques (LRBA) a été initialement chargé de mettre au point les premiers engins aboutissant à la fusée-sonde Véronique. Puis, la Société d'étude et de réalisation d'engins balistiques (SEREB) lui a succédé, jusqu'à la création du Centre national d'études spatiales, entre 1961 et 1965 et de l'Agence spatiale européenne, bien plus tard, en 1975.
- Le siège du LRBA était à Vernon, à environ soixante-dix kilomètres de Paris. Celui de la SEREB était à Saint-Aubin-de-Médoc, en Gironde.
- Créé le 17 mai 1946 le LRBA de Vernon rassemble à l'origine 150 spécialistes allemands du missile balistique V2 recrutés par l'armée française, notamment pour développer les moteurs des fusées.
- La fusée Véronique (premiers vols à Vernon) [3] a volé de 1952 à 1967[4], notamment le 24 mars 1966, avec son extension Vesta. Dans le roman, le Professeur Roche-Verger déclare avoir été à la pêche, le jour du lancement de Véronique[5]. Aucune fusée Rosalie n'a été lancée.
- Les fusées Véronique sont lancées du centre d'Hammaguir, dans le Sahara jusqu'en juillet 1967, puis de celui de Kourou ensuite.
- Débuté en 1959, le programme français de fusées dit "Pierres précieuses" débouchera sur les fusées Diamant (1965), Émeraude, Saphir et Topaze[6].
- Langelot est notamment confronté (plutôt violemment) aux services secrets italiens et anglais.
- Langelot taquine Choupette à propos de la revue Science et Vie à laquelle son père l'a abonnée.
- Le professeur Roche-Verger se vante d'avoir glissé une grenouille dans la poche de Wernher von Braun, qui n'aurait pas partagé son sens de l'humour, expliquant ainsi la raison pour laquelle il a refusé de travailler pour les Américains.
- Selon Langelot, il existe un vieux proverbe du SNIF qui dit « Ce n'est pas mentir que de mentir à un Anglais. »
- Une partie de l'action du roman se déroule près du village de Figueras, à dix kilomètres de Port-Vendres.
- Les agents secrets doivent éviter les barrages d'une compagnie républicaine de sécurité (CRS).
- Le lieutenant Charles précise que cette mission est pour lui la trente-septième.
- Dans les échanges radio, le capitaine Montferrand utilise le code Q, notamment pour préciser qu'il reste en écoute permanente (« QAP ») durant le voyage entre Paris et Figueras.